# Elske Schotanus
Elske Schotanus (1957) is een Nederlandse schrijver en kunstenaar, wier literaire werk in het Fries verschijnt. Ze schrijft tevens boekrecensies voor het tijdschrift De Moanne/Trotwaer, die ook worden gepubliceerd in het internettijdschrift GO-GOL.

## Achtergrond
Elske Schotanus werd geboren in Terband, een dorp nabij Heerenveen, waar ze ook opgroeide. Ze was tien jaar lang medewerkster medezeggenschap en participatie bij verschillende instellingen van de GGZ. De ervaringen die ze daarbij opdeed spelen een rol in haar roman Skrik (2007). Als kunstenaar is Schotanus actief sinds 1994.

## Schotanus als schrijfster
Schotanus begon pas op latere leeftijd te schrijven. Ze raakte betrokken bij het internettijdschrift Kistwurk, waarvan ze enkele jaren redactielid was en waarin haar eerste verhalen, columns en recensies verschenen. Daarnaast werd ze columnist en prozarecensent voor De Moanne/Trotwaer, waarvoor ze nog altijd schrijft.
Voor haar verhaal 'De poppe' kreeg Schotanus van de jury van de Rely Jorritsmapriis in 2002 een aanmoedigingsprijs, die ze echter weigerde. Ze deed dit uit protest tegen het feit dat de aanmoedigingsprijzen zonder vooraankondiging waren ingesteld, waarmee de tot dan toe geldende regel dat inzenders aan wie geen 'echte' Rely Jorritsmapriis wordt toegekend anoniem bleven in haar ogen geschonden werd.
Na het ter ziele gaan van Kistwurk in 2003 trad Schotanus toe tot de redactie van het toen net opgerichte internettijdschrift Farsk. Ze stapte echter al na enkele maanden op, toen een column van haar met kritiek op mederedacteur Abe de Vries werd geweigerd.
Schotanus debuteerde in 2004 in boekvorm met de verhalenbundel It griisstiennen wurd. De hierin opgenomen verhalen verschillen sterk in karakter: sommige neigen naar sciencefiction, andere zijn realistisch of juist mysterieus en surrealistisch. In een recensie van dit boek schreef Eric Hoekstra dat hij "de vervorming van de wereld als middel om gevoelens van vervreemding en depersonalisatie weer te geven" als een karakteristiek element van Schotanus' verhalen beschouwde. Hij noemde ze ook "mooi geconcentreerd en meenemend geschreven". Jabik Veenbaas was in de Leeuwarder Courant van mening dat Schotanus' mogelijkheden met name liggen in "de suggestieve, surreële verhalen, die op effectieve wijze omroeren in de donkere en bange uithoeken van de menselijke ziel". De bundel werd in 2005 genomineerd voor de Fedde Schurerpriis.
Samen met de dichter Arjan Hut schreef Schotanus een reeks columns voor het radioprogramma Omnium van Omrop Fryslân, die in 2005 werden uitgezonden.
In 2007 verscheen Schotanus' roman Skrik, over een vrouw met de (niet toevallig gekozen) naam Elke, die na een psychose wordt opgenomen in een psychiatrische inrichting. Schotanus weet in dit boek het leven van de hoofdpersoon invoelbaar te maken en geeft bovendien overtuigende kritiek op het functioneren van de geestelijke gezondheidszorg wat betreft de omgang met (chronisch) psychiatrische patiënten.
De doorbraak naar een groter publiek kwam in 2013 met In kop as in almenak, door de schrijfster aangeduid als faction. Ze schreef onder de schuilnaam Elske Hindriks, die ook als personage in het boek voorkomt, over de lotgevallen van haar ouders en grootouders, met name die van haar moeder Sjoerdtsje, die aan het eind van haar even steeds vergeetachtiger wordt. Tegelijkertijd schetst Elske Hindriks een beeld van de verdwenen wereld van de binnenscheepvaart. In kop as in almenak is opgezet als een kleurrijk mozaïek van korte tekstfragmenten. De adviescommissie van de Gysbert Japicxpriis zei over dit boek: ‘Wars van valse romantiek of nostalgie toont de roman maatschappelijke veranderingen, springend door de tijd, waarbij het heden steeds nadrukkelijker in beeld komt.’

## Andere literaire activiteiten
Samen met Eeltsje Hettinga richtte Schotanus in 2002 de Stichting Cepher op, die zich inzet voor de bevordering van de (Friese) letterkunde, literatuur en journalistiek. Een van de projecten van deze stichting is het internettijdschrift GO-GOL, waarin ook Schotanus' columns voor De Moanne/Trotwaer worden gepubliceerd.

## Boeken
- 2004: It griisstiennen wurd (verhalenbundel)
- 2007: Skrik (roman)
- 2013: In kop as in almenak (roman, onder de naam Elske Hendriks)

## Prijzen
- 2002: aanmoedigingsprijs van het Rely Jorritsmafonds voor het verhaal 'De poppe' (geweigerd)
- 2005: nominatie voor de Fedde Schurerpriis voor It griisstiennen wurd
- 2015: op de shortlist van de Gysbert Japicxpriis voor In kop as in almenak